# Iren (Sylwa)
Der Iren (russisch Ире́нь) ist ein linker Nebenfluss der Sylwa in der russischen Region Perm.
Der Iren entspringt im Rajon Oktjabrski im Südosten der Region Perm. Er fließt in überwiegend nördlicher Richtung und mündet in der Stadt Kungur in die Sylwa, einen Nebenfluss der Tschussowaja.
Der Iren hat eine Länge von 214 km. Er entwässert ein Areal von 6110 km². Der mittlere Abfluss beträgt 35,5 m³/s.
Im Einzugsgebiet des Iren befinden sich Karsterscheinungen.
Der Fluss wird hauptsächlich von der Schneeschmelze gespeist.
Zwischen November und April ist er eisbedeckt.